# Laura Gardin Fraser
Laura Gardin Fraser (14 de septiembre de 1889 - 13 de agosto de 1966) fue una escultora estadounidense y esposa del escultor James Earle Fraser.
Laura Gardin estudió con Fraser en la Art Students League de Nueva York de 1910 a 1912. Sola o con su esposo, diseñó varias monedas estadounidenses, en particular el medio dólar del Centenario de Alabama de 1921, el medio dólar del Grant Memorial de 1922, el medio dólar del Centenario de Fort Vancouver de 1925 y el medio dólar del Oregon Trail Memorial de 1926.
En 1931 fue la ganadora del concurso para diseñar un nuevo cuarto de dólar con George Washington en el anverso. Su diseño ganador fue ignorado por el entonces Secretario del Tesoro, Andrew Mellon, quien seleccionó un diseño de John Flanagan. El diseño de Fraser fue acuñado como una pieza de oro conmemorativa de cinco dólares en 1999. De 2022 a 2025, el diseño se utilizará para la serie American Women quarters que celebra a algunas mujeres estadounidenses destacadas. En 1924, fue elegida miembro de la Academia Nacional de Diseño de EE. UU. y se convirtió en académica de pleno derecho en 1931.
Laura Gardin Fraser está enterrada junto a su esposo en el cementerio de Willowbrook en Westport, Connecticut.

## Biografía
Laura Gardin nació el 14 de septiembre de 1889, hija de John Emil y Alice Tilton Gardin, que también era una artista muy conocida, en Morton Park, un suburbio en la época de Chicago. Acudió a las escuelas de Morton Park, posteriormente asistió a la escuela en Rye, Nueva York, luego a Wadleigh y a la Escuela Horace Mann en la ciudad de Nueva York. Se graduó de este última en la 1907. A temprana edad había mostrado aptitudes para modelar figuras y trabajar la arcilla, talento que desarrolló bajo la guía de su madre.
Después de la educación secundaria, Laura estudió brevemente en la Universidad de Columbia y luego se inscribió para trabajar en la Liga de Estudiantes de Arte. Fue durante sus años en la Liga cuando conoció y estudió con James Earle Fraser, con quien más tarde se casó. 

## Carrera profesional

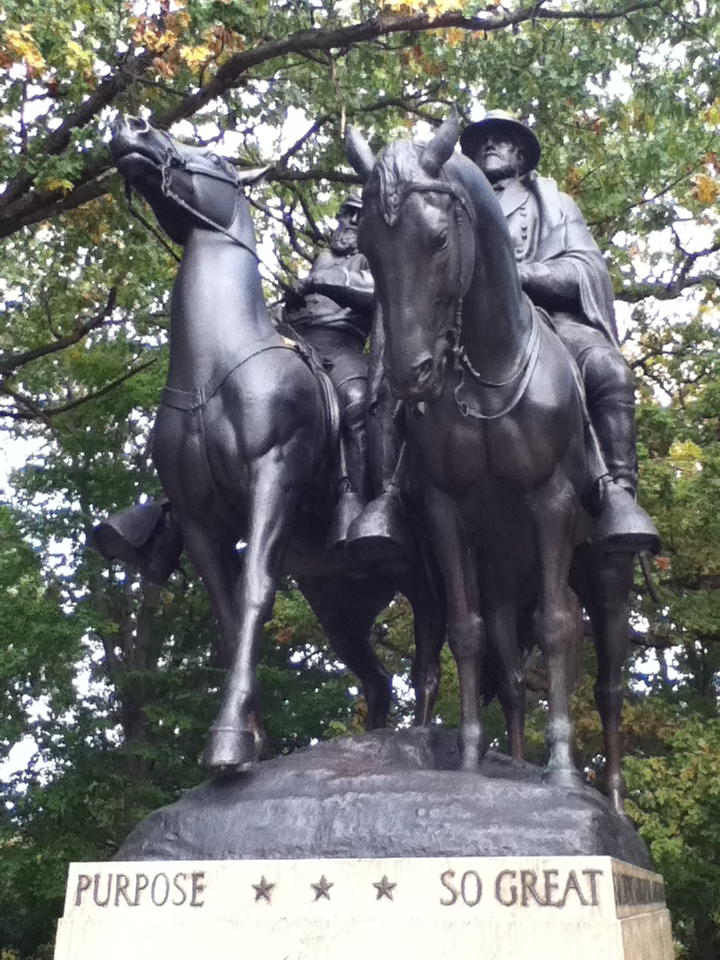
Monumento a Stonewall Jackson y Robert E. Lee

Aunque reconocida principalmente por sus medallas, Gardin ganó destacados encargos de escultura de tamaño heroico. De estos, el más notable fue una estatua ecuestre doble de los generales Robert E. Lee y Stonewall Jackson en Baltimore. El concurso se llevó a cabo en 1936 y seis eminentes escultores estadounidenses, Lee Lawrie, Paul Manship, Edward McCartan, Hans Schuler, Frederick William Sievers y Laura Gardin Fraser fueron invitados a presentar diseños. Gardin fue la única mujer escultora invitada a participar en el concurso. Su trabajo también formó parte de los concursos de arte en los Juegos Olímpicos de Verano de 1928 y los Juegos Olímpicos de Verano de 1932.
En enero de 2016, un grupo de trabajo que investigaba los monumentos confederados en Baltimore recomendó que se retirara el monumento a Jackson y Lee, junto con una estatua del presidente del Tribunal Supremo, Roger B. Taney. Los comisionados recomendaron que la escultura de Jackson y Lee se ofreciera al Servicio de Parques de EE. UU. para su instalación en Chancellorsville, Virginia . Los dos generales confederados se reunieron por última vez en persona poco antes de la Batalla de Chancellorsville en 1863. La escultura fue retirada en la madrugada del 16 de agosto de 2017 por la ciudad de Baltimore, en reacción a los disturbios en Charlottesville, Virginia unos días antes. El futuro de esta escultura está indeciso ya que la ciudad intenta encontrarle un nuevo hogar.